# 히노촌 (나가노현 시모타카이군)
히노촌(日野村)은 나가노현 시모타카이군에 있던 촌이다. 현재의 나카노시 중심부의 남동쪽에 해당한다.

## 역사
- 1889년 4월 1일 - 정촌제 시행에 의해 5촌의 구역을 확장해 성립하였다.
- 1954년 7월 1일 - 나카노정, 엔토쿠촌, 히라노촌, 나가오카촌, 히라오카촌, 다카오카촌, 시나노촌, 야마토촌과 합병해 나카노시로 승격되어 동일 히노촌은 폐지되었다.

## 참고문헌
- 角川日本地名大辞典 20 長野県